# Verwaltungsgemeinschaft Berlstedt

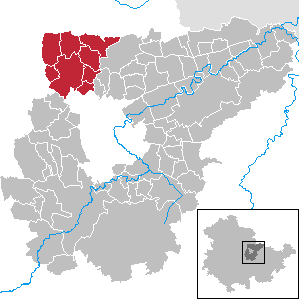
Lage der ehemaligen Verwaltungsgemeinschaft im Landkreis Weimarer Land

Die Verwaltungsgemeinschaft Berlstedt war ein Zusammenschluss der Stadt Neumark und sieben Gemeinden im Landkreis Weimarer Land in Thüringen, Deutschland. Ihr Verwaltungssitz war in der namensgebenden Gemeinde Berlstedt.
Letzte Vorsitzende der Verwaltungsgemeinschaft war Hildrun Riske.

## Die Gemeinden
- Ballstedt
- Berlstedt
- Ettersburg
- Krautheim
- Neumark, Stadt
- Ramsla
- Schwerstedt
- Vippachedelhausen

## Geschichte
Die Verwaltungsgemeinschaft wurde am 13. September 1991 gegründet. Zum 1. Dezember 2007 wurde Hottelstedt nach Berlstedt eingemeindet. Mit dem Thüringer Gesetz zur freiwilligen Neugliederung kreisangehöriger Gemeinden im Jahr 2013 wurde die Verwaltungsgemeinschaft Berlstedt am 31. Dezember 2013 aufgelöst. Die Mitgliedsgemeinden schlossen sich mit den Gemeinden der Verwaltungsgemeinschaft Buttelstedt zur neuen Verwaltungsgemeinschaft Nordkreis Weimar zusammen, sie hat ihren Sitz in Berlstedt.